# Johann Erdmann Hummel
Johann Erdmann Hummel (né le 11 septembre 1769 à Cassel, mort le 26 octobre 1852 à Berlin) est un peintre allemand.

## Biographie

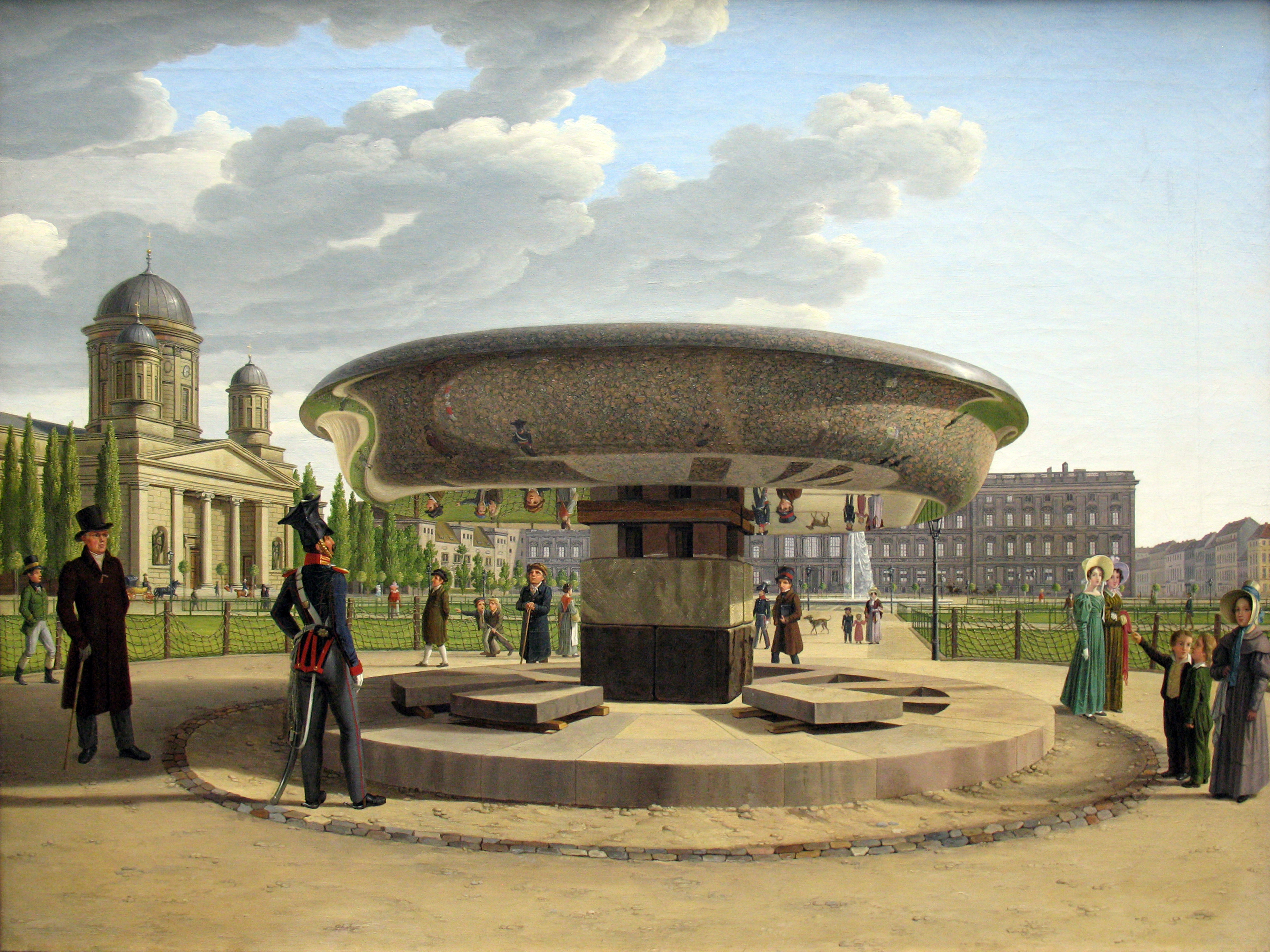
La Fontaine de granite du Lustgarten, 1831

Hummel étudie de 1780 à 1972 à a Kunsthochschule Kassel (école des Beaux-Arts de Cassel). De 1792 à 1799, il vit en Italie, où il se lie d'amitié avec quelques peintres paysagistes allemands opposés au style néoclassique alors dominant d'Anton Raphael Mengs. Il se consacre à Rome à des thèmes principalement mythologiques. En 1799, il revient brièvement à Cassel puis va à Berlin et fait parfois quelques voyages. Il travaille comme illustrateur et portraitiste et fait des gravures de la vie de Luther. En 1809, il est nommé professeur de perspective, d'architecture et d'optique à l'Académie des arts de Berlin. En 1813, il rejoint la société sans loi de Berlin.

## Fréquentation du club d'échecs de Berlin
Il fréquente le club d'échecs de Berlin, le tout premier club d'échecs berlinois et prussien, fondé par le sculpteur Johann Gottfried Schadow en 1803. Ce club élitiste n'acceptait que des membres issus de l'élite intellectuelle et sociale de la ville.